# Hraniční meandry Odry

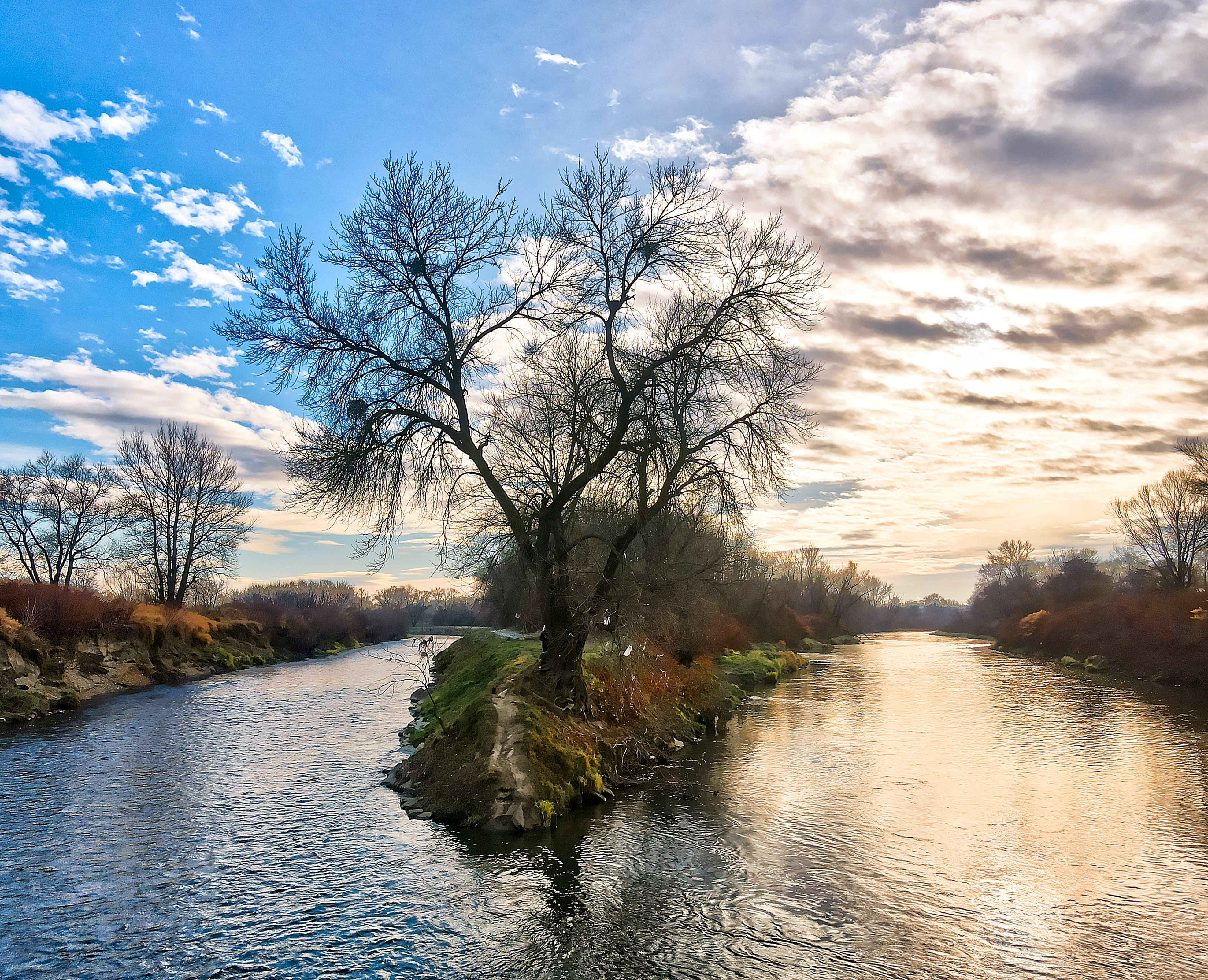
soutok

Hraniční meandry Odry jsou přírodní památka, která byla vyhlášena 6. září 2006 a veřejnosti otevřena 25. května roku 2007. Vyznačuje se samovolnými korytotvornými pochody řeky Odry, do kterých nezasahuje člověk. Patří mezi unikáty ve střední Evropě. Korytotvornými procesy se tvoří štěrkové náplavy, které neustále mění směr toku a tím tedy i lehce posunují státní hranice mezi Polskem a Českou republikou. Nachází se v částech Starý Bohumín a Šunychl v okrese Karviná. Geograficky patří do nížiny Ostravská pánev a Moravskoslezského kraje a do Horního Slezska.
Přírodní památka je součástí soustavy Natura 2000. Žije zde řada rostlinných a živočišných druhů, které mohou být ohrožené. Zejména v meandrující části řeky se vyskytují ty nejvýznamnější ekosystémy z celé přírodní památky, které jsou ovlivněné vývojem korytotvorných procesů. Nachází se zde například skupina bobra evropského (Castor fiber). Lokalita patří také do ptačí oblasti Heřmanský stav – Stružka.

## Lokalita
Hraniční meandry Odry leží na česko-polské hranici v Moravskoslezském kraji. Nachází se v městě Bohumín a v okrese Karviná. Přírodní památka začíná na rozhraní českého města Bohumín a polskými Chałupki, končí až úsekem, kdy se stéká řeka Odra s Olší. Do této přírodní památky, mimo řeku Odru, patří i okolní lužní lesy a hráze.

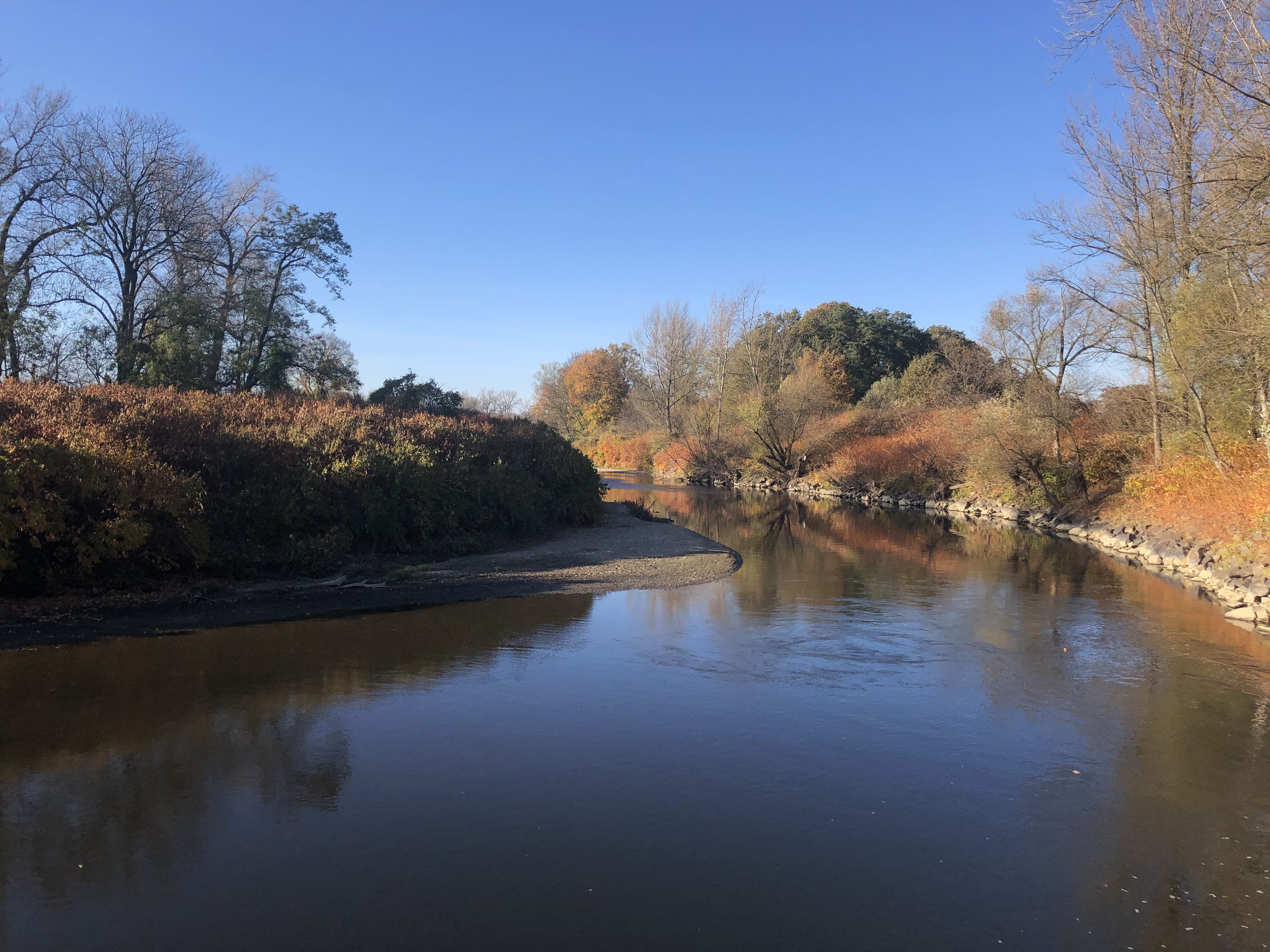
Výhled na meandry Odry z bývalého přístavu

## Historie

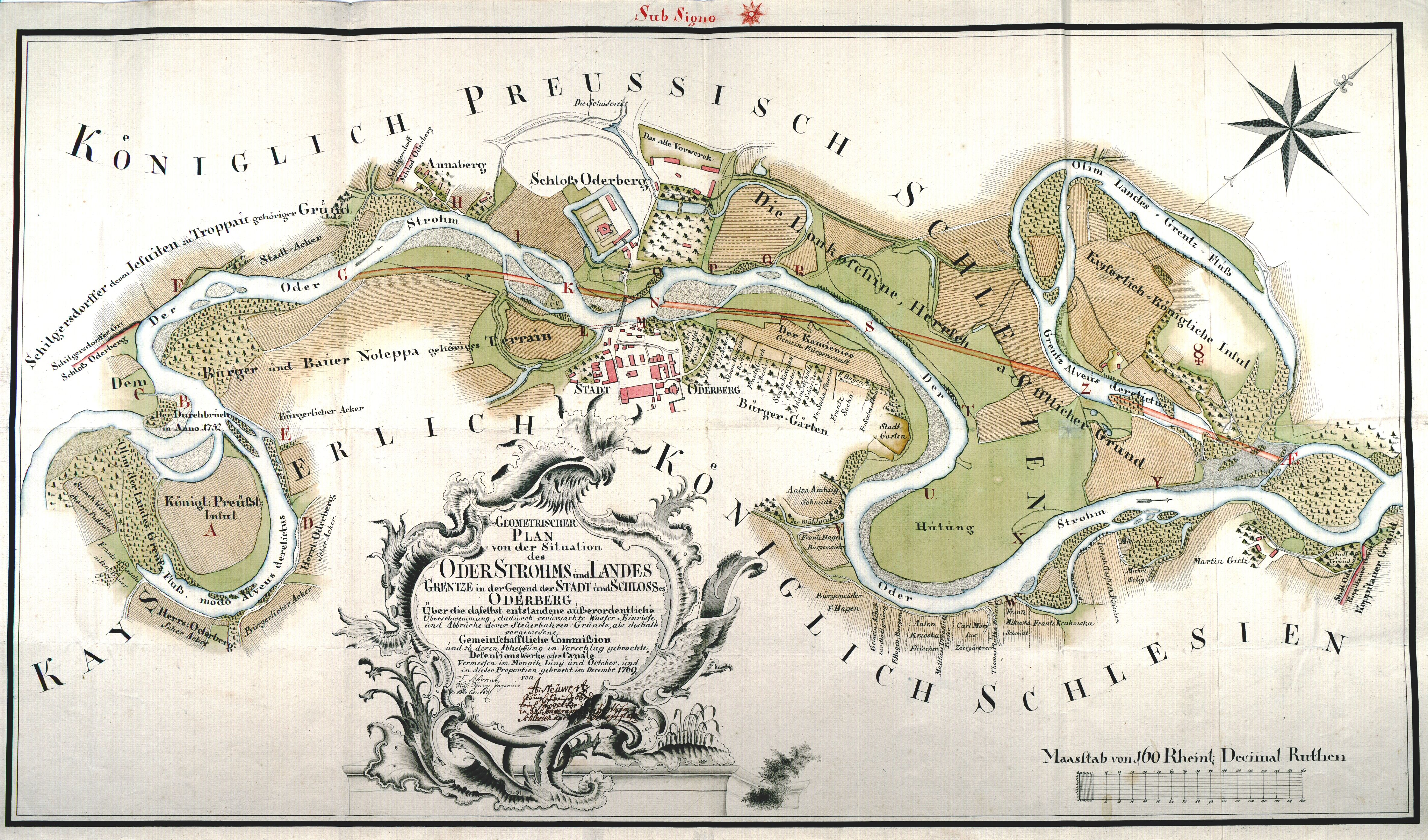
Plán hraničních meandrů Odry mezi Rakouským a Pruským Slezskem z roku 1769 s upraveným korytem po mimořádných záplavách z toho roku

Hraniční meandry Odry si získaly velkou pozornost v roce 1997, neboť tento rok došlo k devastující povodni, při přetržení jednoho ze zákrutů řeky. K úpravám koryta po této katastrofě nedošlo, jelikož Světový fond na ochranu přírody vyhodnotil jedinečnost přirozené vodní dynamiky, která umožňuje existenci druhům zvířat a rostlin. Dne 6. září roku 2006 byla vyhlášena jako přírodní památka a 25. května roku 2007 otevřena.
Mnohdy řeka Odra vyplaví různé významné předměty, například mamutí obratel, z čehož lze usoudit, že se v této lokalitě patrně mamuti pohybovali. Dále vyplavila u Kopytova i hraniční kámen z dob za vlády Marie Terezie.

## Přírodní poměry

### Geologie
Přírodní památka je součástí Ostravské pánve, nachází se v nadmořské výšce 194–195 metrů. Patří do Panonské provincie a je tvořena hlavně kvartérními sedimenty a neogenními sedimenty, to znamená pískem, štěrkem a sprašovými hlínami. Při protržení horního meandru se erozí neogenních sedimentů vytvořil v korytě příčný práh.

### Pedologie
Půdy se tvoří v nivách řek z různých povodňových sedimentů. Půdním podložím jsou typické fluvizemě, které jsou charakteristické svou vrstevnatostí a nepravidelným rozložením organických látek. Dále zde jsou luvické pseudogleje, fluvické gleje a také oglejená kambizem. Tyto sedimenty mají poměrně hodně živin. Nejvíce jich je v nivě Odry.

### Podnebí

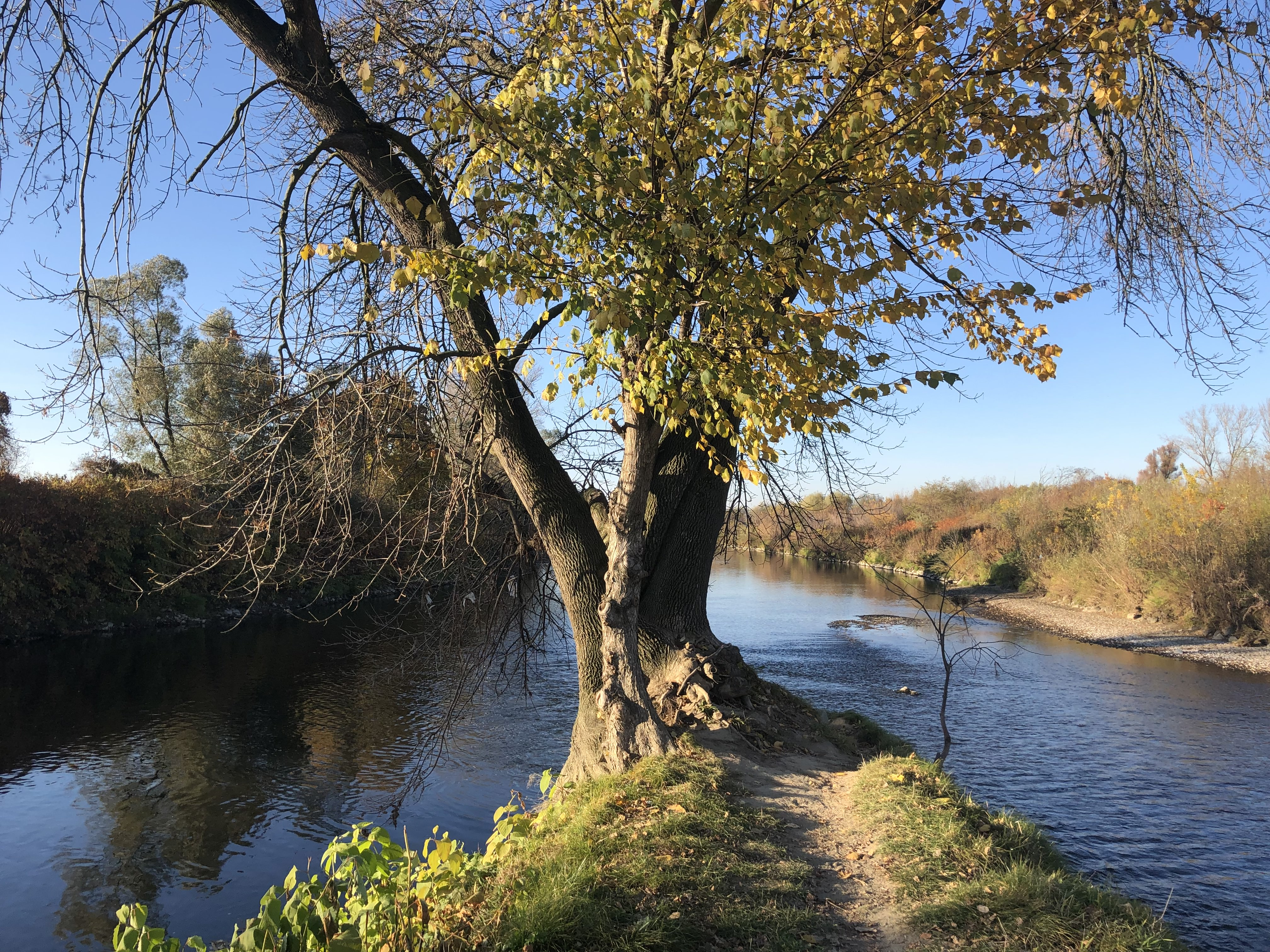
Soutok řek Odry (na levé straně) a Olše (na pravé straně)

Přírodní památka se nachází v mírné teplé klimatické oblasti. Ta se vyznačuje dlouhým teplým a mírně suchým létem, velice suchou a poměrně krátkou zimou a přechodným obdobím středně teplého jara a podzimu. Průměrná roční teplota vzduchu se pohybuje mezi 7,5 a 8,5 °C a roční úhrn srážek v průměru dosahuje 600 až 700 milimetrů.

### Hydrologie
Přírodní památka se nachází v nivě řeky Odry. Voda, která tudy proudí, končí až v Baltském moři. Území je charakteristické opakovanými povodněmi. V roce 1997 došlo k největší povodni při přetrhnutí jednoho z meandrů. Meandrující část přírodní památky je dlouhá 7,5 kilometrů a má pět zákrutů. Střed těchto zákrutů tvoří státní hranici mezi Českem a Polskem.
Součástí je umělá vodní nádrž Malý Kališčok a pár dalších drobnějších vodních toků: Bajcůvka a Bohumínská stružka.

### Flóra a vegetace
Do přírodní památky se po proudu řeky postupně dostávají druhy rostlin vyskytující se u horních toků řeky, které se v oblasti přírodní památky mohou uchytit. Některé z těchto druhů mohou být i invazní. Mezi převažující dřeviny patří vrba křehká (Salix fragilis), vrba bílá (Salix alba) a topol černý (Populus nigra). Na území přírodní památky by se dle mapy potenciální přirozené vegetace vyvinuly jilmové doubravy a dubové bučiny. Mezi bylinnými porosty najdeme například česnek medvědí (Allium ursinum), kostival hlíznatý (Symphytum tuberosum) či sasanku hajní (Anemone nemorosa). Místy je bylinné patro velice dominantně zastoupeno invazní rostlinou křídlatkou japonskou (Reynoutria japonica).
Pro prostředí říčních náplav Odry jsou typické různé rostliny, například rákosiny či topoly. Náplavy – a s nimi i jejich vegetace – se mohou vyskytovat jak kolem říčního toku, tak v korytech, mohou zde tvořit mělčiny či malé ostrovy. Náplavy jasně ukazují, že zde probíhají říčně-morfologické procesy, které tvoří velice významné úseky této lokality. Ve vodním toku se mohou vyskytovat i porosty lakušníku vzplývavého (Batrachium fluitans).

### Fauna

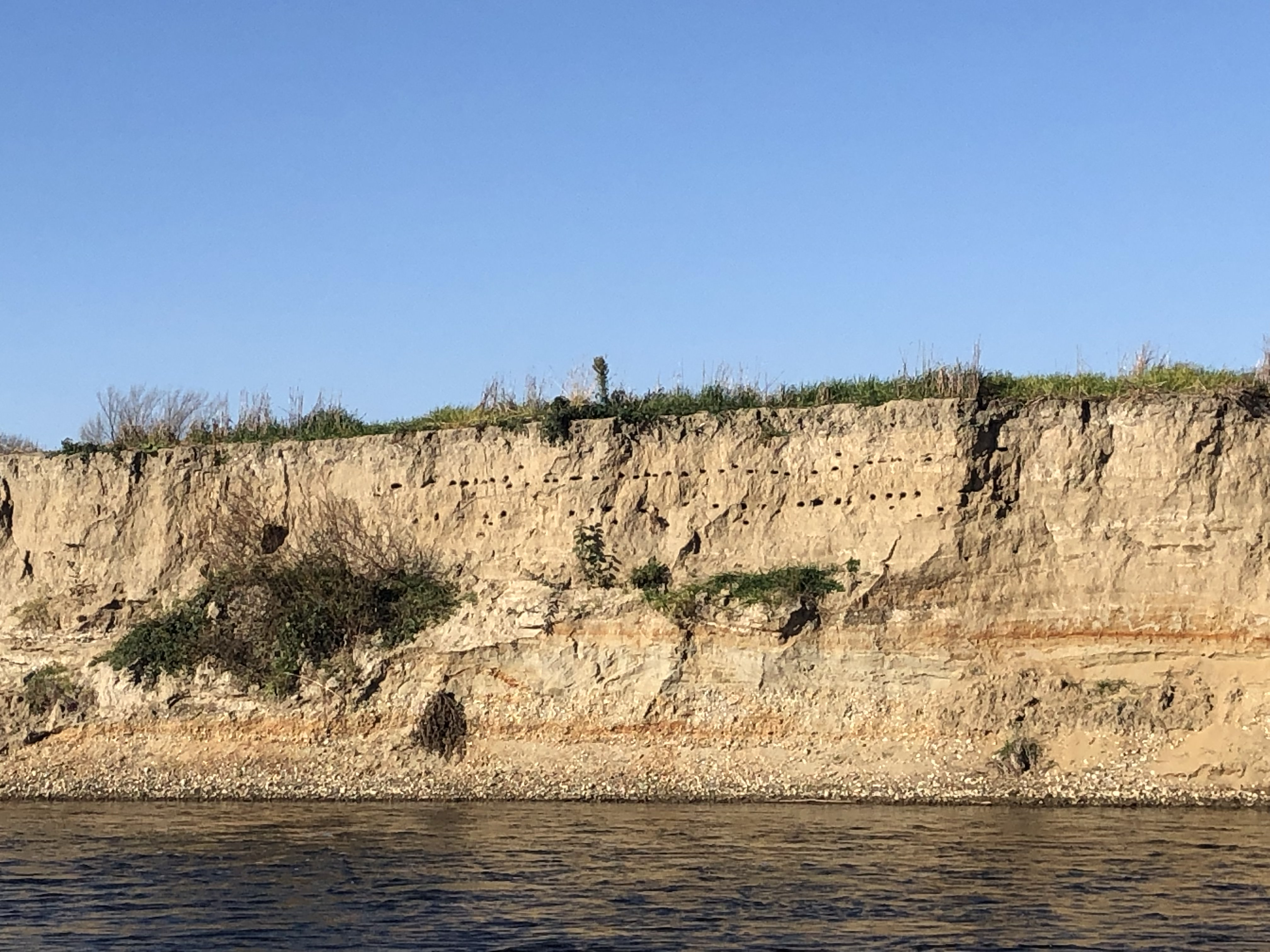
Hnízda břehule říční

Z bezobratlých živočichů zde žije například pavouk slíďák břehový (Arctosa cinerea), který sídlí v písku na březích říčních ramen. Dále bychom zde našli několik druhů z řádu vážek, a to klínatku obecnou (Gomphus vulgatissimus), klínatku rohatou (Ophiohomphus cecilia), klínatku vidlitou(Onychogomphus forcipatus) a vážku jižní (Sympetrum meridionale). Kolem řeky Odry existuje významný biotop pro chráněného a významného lesáka rumělkového (Cucujus cinnaberinus). Z brouků se zde vyskytuje také páchník hnědý (Osmoderma barnabita), polník topolový (Agrilus ater) a dřevomil (Xylophilus testaceus). V okolí se vyskytuje několik druhů motýlů, například otakárek fenyklový (Papilio machaon), bělopásek topolový (Limenitis populi) a batolec duhový (Apatura iris).
V odstavených ramenech toku a tůních žije škeble říční (Anodonta anatina) či velevrub malířský (Unio pictorum).
Z ryb zde najdeme například ostroretku stěhovavou (Chodrostoma nasus) nebo bolena dravého (Aspius aspius). V Malém Kališově jezeře žije čolek obecný (Lissotriton vulgaris) a kriticky ohrožený skokan skřehotavý (Pelophylax ridibundus). Dále na suchých ostrůvcích můžeme spatřit i ještěrku obecnou (Lacerta agilis). Z ptáků mezi běžně hnízdící druhy patří žluva hajní (Oriolus oriolus), racek chechtavý (Larus ridibundus), ledňáček říční (Alcedo atthis) a volavka popelavá (Ardea cinerea). Dále tu hnízdí[kdy?] jeden pár kriticky ohrožených orlů mořských (Haliaeetus albicilla). V nátržích meandrů hnízdí břehule říční (Riparia riparia).
Mezi savce, kteří zde žijí, patří například netopýři včetně kriticky ohroženého netopýra velkého (Myotis myotis). Také se zde vyskytuje prosperující populace bobra evropského (Castor fiber) s několika rodinami a vydry říční (Lutra lutra).

## Ochrana

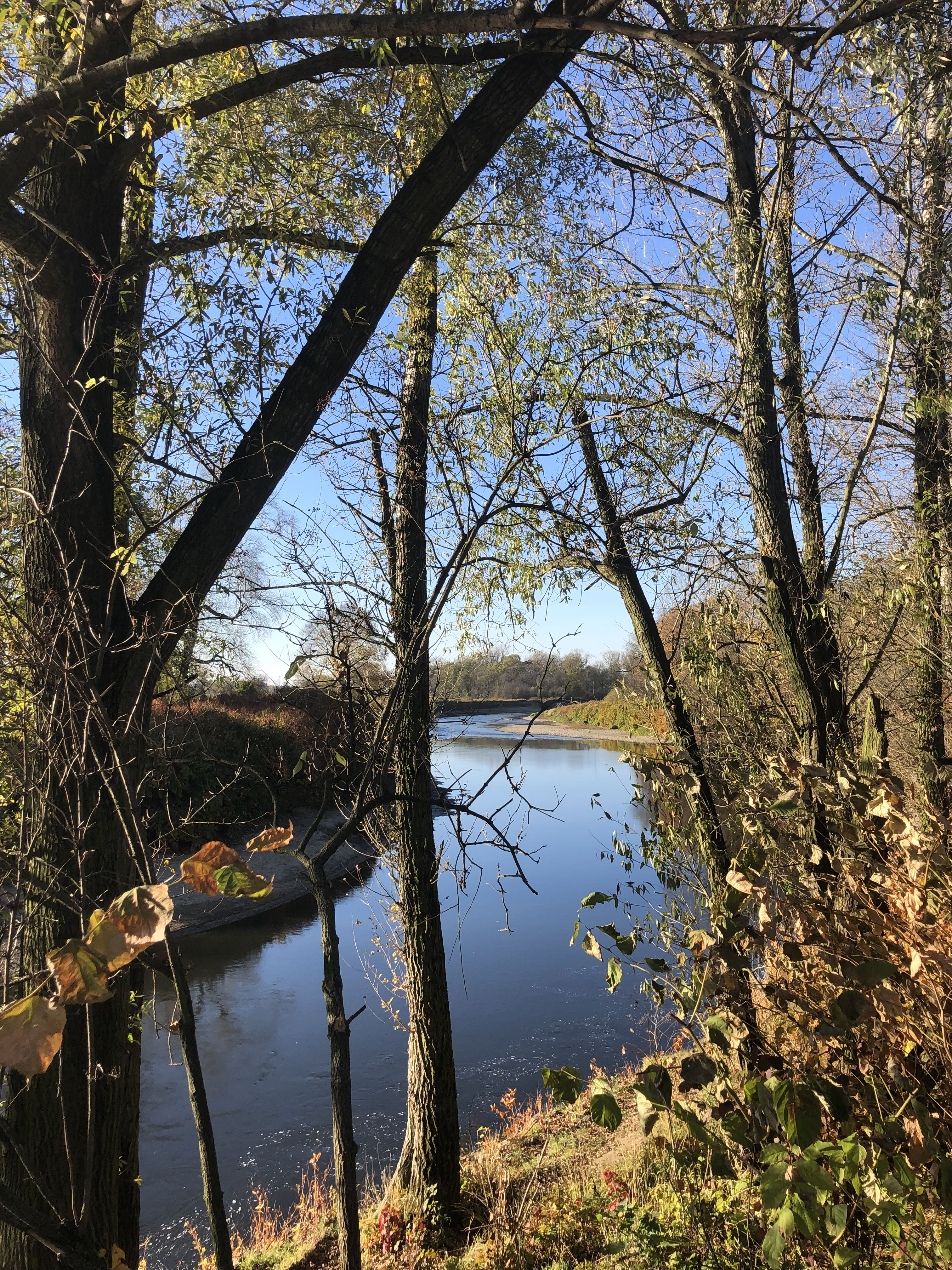
Lužní porosty kolem řeky

Hraniční meandry Odry byly vyhlášeny jako přírodní památka v roce 2006. Patří také mezi ptačí oblasti Heřmanský stav – Odra – Poolší. Zapojení WWF-Auen-Institut Deutschland v posledním desetiletí vedlo k velké ochranářské aktivitě. Z výzkumů WWF vzešlo silné doporučení chránit přírodní lokalitu bez regulování toku řeky, a to vytvořením přirozené zóny pro korytotvorné pohyby. Na bázi tohoto doporučení se navrhlo vytvořit chráněné území Hraniční meandry Odry. Vzhledem k tomu, že se území nachází na státní hranici mezi Českou a Polskou republikou a ta má být dle právních předpisů stabilní, předložil v roce 2001 správce toku Povodí Odry návrh projektu na stavební úpravu meandrů. Po dalších výzkumech by ovšem tento zásah způsobil závažný pokles přírodních cenností lokality. Zejména zánik přirozeného koryta řeky, jenž se po více než 240 letech navrátil do svého původního stavu. Dále by došlo k přerušení sukcesních pochodů.
Při vyhlášení přírodní památky pomohlo Polsko, které prohlásilo tuto oblast za chráněné území už v roce 2004. Vyhlášení na české i polské straně přineslo spoustu pozitiv - zachování meandrující řeky s příznačnými biotopy včetně zachování druhů zvířat a rostlin.

### Environmentální problémy

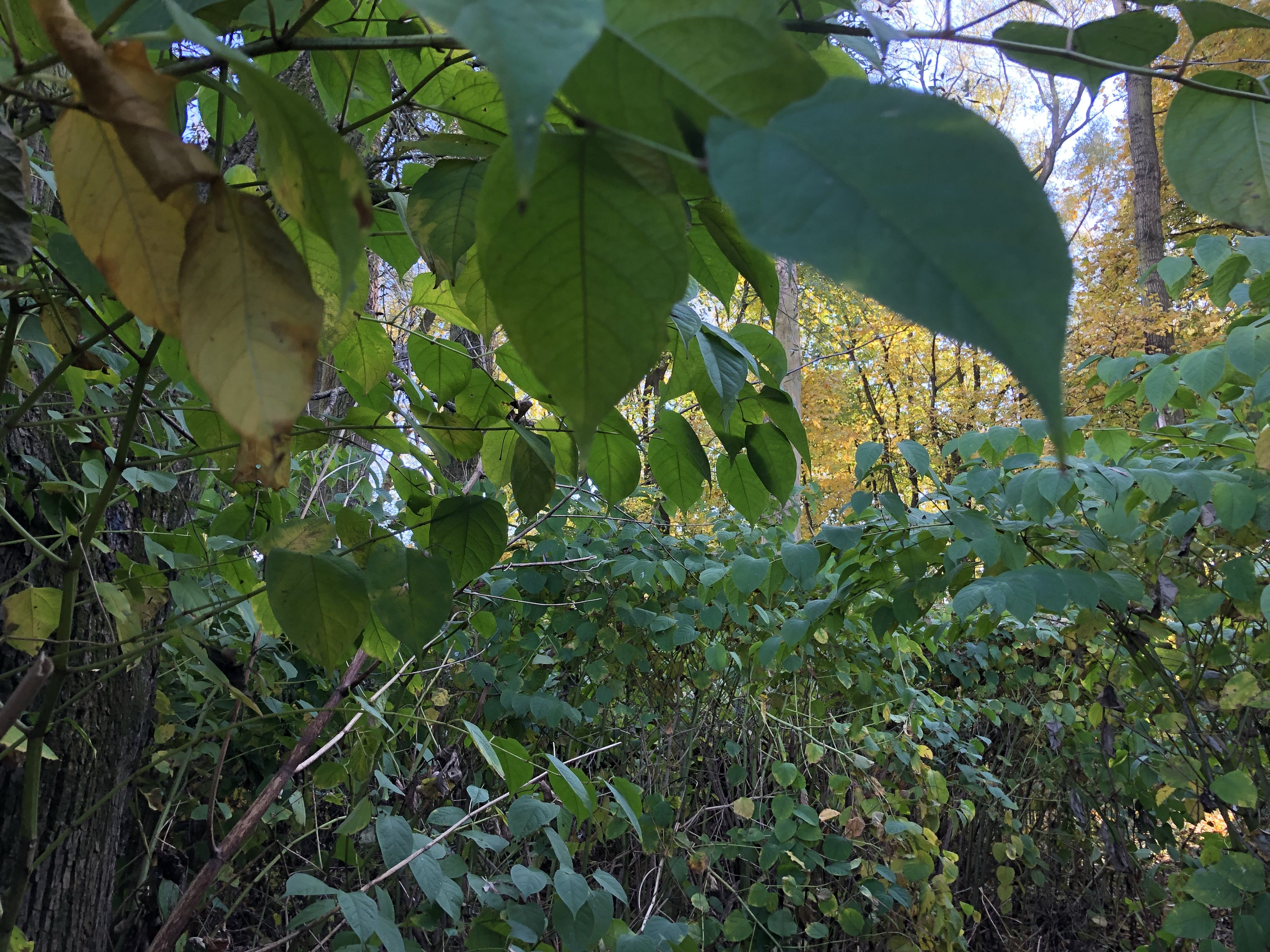
Porosty invazní křídlatky japonské

Jeden z environmentálních problémů, se kterým se zde lze setkat je nárůst invazních druhů rostlin, vyskytuje se jich zde celá řada. Jedním z nich jsou křídlatky (Reyonutria), které se zde zavlekly převážně povodněmi. Dosahují až několik jednotek metrů a jejich dominantní růst zabraňuje výskytu jinak přirozené vegetace. Expanze křídlatky se řeší její lokální likvidací. Důraz je kladen také na likvidaci v místech zvýšené míry expanze ležící mimo okolí vodního toku. Likvidace křídlatky v okolí toku nemá v současné době význam - je totiž potřeba provést její likvidaci systematicky také v horních tocích řeky a zabránit tak jejímu opětovnému zanesení.

## Turismus

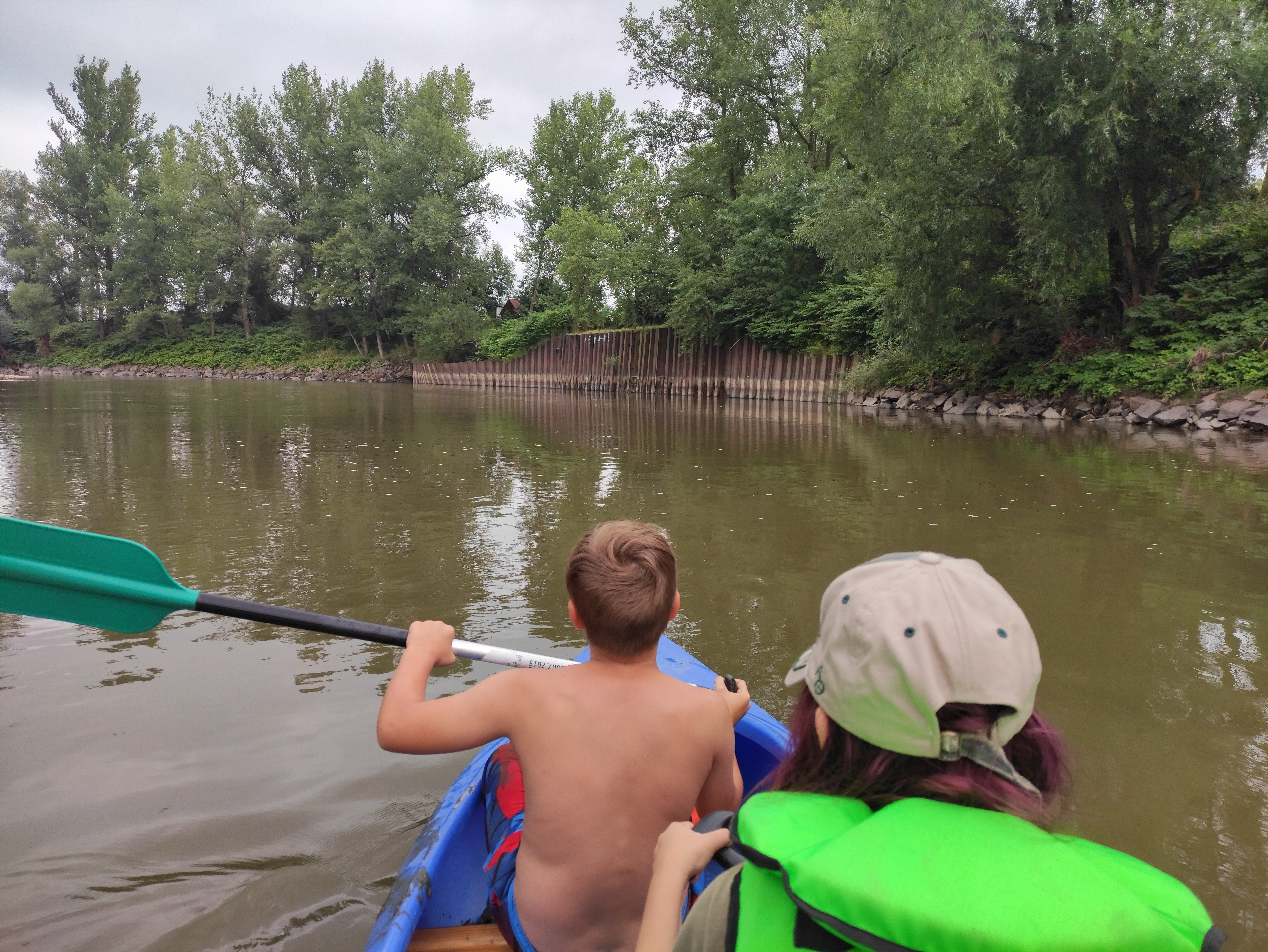
Vodáci u bývalého československého přístavu v Šunychlu

### Dostupnost
K přírodní památce Hraniční meandry Odry se můžete dostat několika způsoby, napříkad na kole, přičemž na české můžete využít cyklostezku z Kopytova do Bohumína (Cyklistická trasa 10 a Cyklistická trasa 6257) a na polské straně např. cyklostezku Pętla - Meandry Rzeki Odry. K pěšímu výletu lze využít např. českou naučnou stezku Hraniční meandry Odry nebo polskou naučnou stezku Ścieżka przyrodnicza Meandry Rzeki Odry, které mají několik zastavení. Na české straně to jsou například ruiny Schulzova statku, lužní les Vrbina, jezero Malý Kališok, bývalý československý přístav v Šunychlu, pamětní lípa v Kopytově nebo náměstí Svatého Floriána, které je mimochodem nejmenším náměstím v České republice.

### Rekreace a návštěvnost
Rekreačně místo skoro vůbec využíváno nebylo, protože před rokem 1990 to bylo pohraniční pásmo, kde byl omezen volný pohyb osob. Až od roku 2007 je možnost využít vodácké stezky a ve Starém Bohumíně nebo polských Chałupkách si půjčit loď (blíže vodácký úsek Starý Bohumín – Zabełków). Návštěvnost je poměrně vysoká, v létě vodáckou stezku navštěvuje více než 500 lidí za měsíc. Vodáci musejí dodržovat pravidla, podle kterých se v této přírodní památce mají chovat. Při nevhodném chování jsou ohroženy některé choulostivé druhy hnízdících ptáků. Převážná část návštěvníků se však chová ohleduplně. Nutno podotknout, že místo restrikčních omezení je zde vyvinuta snaha vzbudit v návštěvnících obdiv. A pobízet je k tomu, aby se k meandrům chovali s respektem, a šířili tak krásu této lužní krajiny i dalším generacím návštěvníků.